# William Miller (1905–1985)
William Garfield "Bill" Miller (ur. 16 marca 1905 w Filadelfii, zm. w maju 1985 w Carlisle) – amerykański wioślarz, dwukrotny medalista olimpijski.
Wystąpił na igrzyskach olimpijskich w Amsterdamie w 1928, gdzie Amerykanie w składzie: Charles Karle, William Miller, George Healis i Ernest Bayer zdobyli srebrny medal w czwórkach bez sternika. W finale walkę o zwycięstwo przegrali Brytyjczykami o 1 sekundę. Na rozgrywanych cztery lata później igrzyskach olimpijskich w Los Angeles wystartował w jedynkach. Wywalczył tam kolejny srebrny medal, przegrywając w finale z Australijczykiem Henrym Pearce'em o 0,8 sekundy.